# Ralf Falkenmayer
Ralf Falkenmayer (* 11. Februar 1963 in Frankfurt am Main) ist ein ehemaliger deutscher Fußballspieler. Er spielte als defensiver Mittelfeldspieler und bestritt von 1981 bis 1996 in der Fußball-Bundesliga für die Vereine Eintracht Frankfurt (337/30) und Bayer 04 Leverkusen (48/7) insgesamt 385 Ligaspiele, in denen er 37 Tore erzielte. In seiner ersten Saison 1987/88 bei Bayer Leverkusen gewann er mit seinen Mannschaftskameraden gegen Espanyol Barcelona den UEFA-Pokal. In der deutschen A-Nationalmannschaft bestritt der laufstarke Techniker von 1984 bis 1986 vier Länderspiele.

## Laufbahn

### Vereine
Seine Karriere begann er beim Frankfurter Stadtteilverein SV Niederursel. 1979 wurden Talentspäher von Eintracht Frankfurt auf ihn aufmerksam, was dazu führte, dass er in die A-Jugend der Eintracht wechselte und noch als A-Junior in den letzten zwei Rundenspielen 1980/81 (Juni 1981) in der Bundesliga zum Einsatz gebracht wurde. Zuvor hatte das Eintracht-Talent mit dem begnadeten linken Fuß im Mai/Juni 1981 mit der deutschen A-Juniorenauswahl die Europameisterschaft mit einem 1:0 am 3. Juni in Düsseldorf gegen Polen gewonnen.
Für die Bundesligamannschaft spielte er zunächst zwischen 1980 und 1987. Als die Eintracht am 2. Mai 1981 mit 3:1 gegen den 1. FC Kaiserslautern den DFB-Pokal gewann, gehörte er noch nicht dem Lizenzkader an und war im Pokalwettbewerb auch nicht zum Einsatz gekommen. Sein Bundesligadebüt fand unter Trainer Lothar Buchmann an der Seite von Werner Lorant, Stefan Lottermann, Bernd Nickel, Ronald Borchers und Norbert Nachtweih drei Tage nach dem EM-Finale der A-Junioren am 6. Juni im Heimspiel gegen Borussia Dortmund statt. Das Debüt brachte für den 18-Jährigen eine ernüchternde 0:4-Heimniederlage zustande. Ab seinem ersten Lizenzspielerjahr 1981/82 gehörte der leichtfüßige Dauerläufer der Stammbesetzung der Eintracht an. Die Elf vom Riederwald belegte den 8. Rang und Falkenmayer hatte in 32 Ligaspielen drei Tore erzielt. Dazu hatte der junge Mann auch noch im Europapokal der Pokalsieger gegen PAOK Saloniki (2:0/0:2 n. V.; 5:4 i. E.), ASK Rostow (0:1/2:0) und gegen Tottenham Hotspur (0:2/2:1) seine ersten sechs Spiele im europäischen Vereinswettbewerb absolviert. Insbesondere das Erleben von internationalen Spielergrößen wie Ray Clemence, Osvaldo Ardiles, Glenn Hoddle und Steve Archibald ragte dabei heraus. Es war persönlich eine anstrengende aber auch erfolgreiche erste Bundesliga-Runde gewesen.
Grundsätzlich ging es in den nächsten Jahren sportlich mit der Eintracht in das untere Tabellenfeld, wobei sich auch auf der Trainerbank die Personen ablösten. Nach Buchmann erlebte der junge Falkenmayer die kurzzeitige Arbeit von Helmut Senekowitsch, dieser wurde von dem gesundheitlich bereits angeschlagenen Branko Zebec abgelöst, ehe mit Dietrich Weise ab dem 30. Oktober 1983 etwas Kontinuität einkehrte, ehe auch dieser anerkannte Fachmann mit menschlichen Qualitäten am 3. Dezember 1986 durch Timo Zahnleiter abgelöst wurde und Falkenmayer sich im Sommer 1987 zu einem Wechsel zu Bayer 04 Leverkusen entschloss.
Neben Falkenmayer nahm Leverkusen noch Andrzej Buncol, Klaus Täuber und ab dem 19. August 1987 den Brasilianer Milton Queiroz da Paixao, genannt Tita, von CR Vasco da Gama neu unter Vertrag. Es lief in der Bundesliga aber nicht besonders gut, am Rundenende belegte Bayer unter Trainer Erich Ribbeck mit dem negativen Punktekonto von 32:36 den 8. Rang; der Einzug in die europäischen Plätze hatte man damit verpasst. Falkenmayer hatte 29 Ligaspiele bestritten und sechs Tore erzielt.
Dagegen verlief der Auftritt der Bayer-Elf im UEFA-Pokal überaus erfolgreich. Die Mannen um Falkenmayer setzten sich gegen Austria Wien, FC Toulouse, Feyenoord Rotterdam, FC Barcelona und im Halbfinale gegen Werder Bremen durch und gewannen nach einer dramatischen Aufholjagd im Rückspiel im Elfmeterschießen gegen Español Barcelona den Pokal. Der Mann aus Frankfurt hatte dabei in zehn Spielen mitgewirkt und ein Tor erzielt.
Er wurde bei Bayer allerdings nicht glücklich, so dass er 1989 nach Frankfurt zurückkehrte. Die unnahbare Arbeit von Rinus Michels hatte auch dazu beigetragen.
Bei seinem zweiten Eintracht-Abschnitt wechselten sich die Trainer noch schneller ab als in seiner Anfangszeit als Profi: Jörg Berger, Dragoslav Stepanović, Horst Heese, Klaus Toppmöller, Karl-Heinz Körbel und Jupp Heynckes versuchten mit wechselnden Methoden und Mannschaftsführung die Spielergruppe in den Griff zu bekommen, um mit einer Ansammlung von Könnern und Individualisten den maximalen Erfolg zu erzielen. Dreimal erreichten die „Adlerträger“ den 3. Rang (1990, 1992, 1993), führten 1992 und 1994 sogar die Herbsttabelle an, zum Bundesligatitel reichte es aber nicht. 1996 stieg die Eintracht dagegen sogar erstmals in die 2. Bundesliga ab.
Nach dem Abstieg wechselte Falkenmayer dann zu Eintracht Trier, wo er zwei Jahre später seine Karriere aufgrund eines gebrochenen Knöchels beenden musste.

### Auswahlberufungen
Die Auswahlberufungen in den DFB-Teams begannen für Ralf Falkenmayer mit seinem Debüt in der U-18-Juniorennationalmannschaft am 4. September 1980 in Porec gegen Ungarn. Er spielte bei der 3:5-Auswärtsniederlage im Mittelfeld an der Seite von Thomas Brunner, Michael Zorc und Peter Lux. Mit seinem 16 Einsatz, der Frankfurter hatte bis dahin drei Tore erzielt, gewann er am 3. Juni 1981 mit der DFB-Jugend durch ein 1:0 gegen Polen, das Endspiel um die Europameisterschaft. Nahtlos setzte sich seine Karriere ab dem 23. März 1982 in der U-21-Nationalmannschaft fort, da debütierte er in Schwenningen bei einem 1:1 gegen die Schweiz im Mittelfeld an der Seite von Zorc und Alfred Schön. Auch in dieser Auswahl bestritt der Eintracht-Akteur 16 Spiele. Dazwischen bestritt er am 17. April 1984 ein Spiel in der Olympiaauswahl, welche in Bochum ein Länderspiel mit 0:1 gegen Frankreich verlor. In Bochum bildete er zusammen mit Rudi Bommer, Jimmy Hartwig und Jürgen Groh das Mittelfeld der DFB-Elf. Unter Bundestrainer Jupp Derwall gehörte er dem Kader für die Europameisterschaft im Juni 1984 in Frankreich ohne vorherigen Länderspieleinsatz an, kam aber im Turnierverlauf nicht zum Einsatz.
Als Franz Beckenbauer zum Teamchef ernannt worden war und Derwall abgelöst hatte, wurde Falkenmayer in die A-Nationalmannschaft berufen. Im ersten Länderspiel unter der sportlichen Leitung von Beckenbauer, am 12. September 1984 in Düsseldorf gegen Argentinien (1:3), debütierte der Frankfurter wie auch Michael Frontzeck in der A-Nationalmannschaft. Er agierte im Mittelfeld an der Seite von Bommer, Lothar Matthäus und Felix Magath. Er kam in der Folgezeit auch in zwei WM-Qualifikationsspielen gegen Schweden (2:0) und Portugal (2:1) zum Einsatz, wurde aber nicht für den WM-Kader 1986 in Mexiko nominiert. Sein viertes und letztes A-Länderspiel absolvierte er am 9. April 1986 in Basel gegen die Schweiz (1:0). Der mit sechs Geschwistern in der Frankfurter Nordweststadt aufgewachsene Spieler wurde ab Frühjahr 1985 durch mehrere Knöcheloperationen zurückgeworfen. Für die Nationalelf bestritt er vier Länderspiele zwischen Herbst 1984 und Frühjahr 1986.

## Nach der aktiven Laufbahn
Nach dem Karriereende wurde Falkenmayer Trainer der SV Niederursel, bei der er als Spielertrainer 2003 in einem Spiel der Bezirksliga eingesetzt wurde und die er bis 2012 trainierte.
Der gelernte Schwimmmeistergehilfe arbeitet heute in einem Großhandel für Laminat und Parkett in Darmstadt.